# Pakanit Boriharnvanakhet
Pakanit Boriharnvanakhet (thailändisch ภคนิจ บริหารวนเขตต์; * 22. Juli 1949 in Chiang Mai) ist ein ehemaliger thailändischer Radrennfahrer.

## Sportliche Laufbahn
Boriharnvanakhet war im Bahnradsport aktiv. Er war Teilnehmer der Olympischen Sommerspiele 1968 in Mexiko-Stadt und startete dort in vier Disziplinen. In der Mannschaftsverfolgung kam der Bahnvierer mit Pakanit Boriharnvanakhet, Somchai Chantarasamrit, Boontom Prasongquamdee und Chainarong Sophonpong nicht über die Qualifikationsrunde hinaus. In der Einerverfolgung schied er in der Qualifikation aus. Im 1000-Meter-Zeitfahren wurde er 19. Im Sprint schied er in seinem Vorlauf aus.